# Adelomyia melanogenys
O beija-flor-mosqueado, também conhecido como colibri-pintalgado (nome científico: Adelomyia melanogenys) é uma espécie de ave apodiforme pertencente à família dos troquilídeos, que inclui os beija-flores. É o único representante do gênero Adelomyia, que é monotípico. Por sua vez, também é, consequentemente, a espécie-tipo deste gênero. Pode ser encontrada em altitudes entre 1500 e 2500 metros, desde ao nordeste da Venezuela ao extremo-norte da Argentina.

## Etimologia
O nome do gênero deriva dos termos gregos antigos ἄδηλος, ádēlos, significando "desconhecido"; e μυῖα, myía, literalmente "voo", "voar". O epíteto específico melanogenys também é composto por palavras que derivam do grego: μέλανος, mélanos, que significa "preto" e γένυς, génys, literalmente "bochecha".
As palavras que especificam a subespeciação são, respectivamente: inornata deriva do termo inornatus para "simples"; maculata, do neolatim maculatus, significando "manchado"; também latina, a palavra cervina descende de cervinus, literalmente "cervídeo", em referência à sua coloração; derivado do grego, chlorospila caracteriza uma amálgama dos termos χλωρός, chlōrós, significando "verde", junto à σπῖλος, spílos, literalmente "marcado"; aeneosticta é uma combinação dos termos aeneus, "bronze" e do grego antigo στικτός, stiktós, "manchado"; as duas últimas são: connectens, que significa "conectado" e, por último, debellardiana, dedicatória ao espeleólogo venezuelano Eugenio de Bellard Pietri.

## Descrição

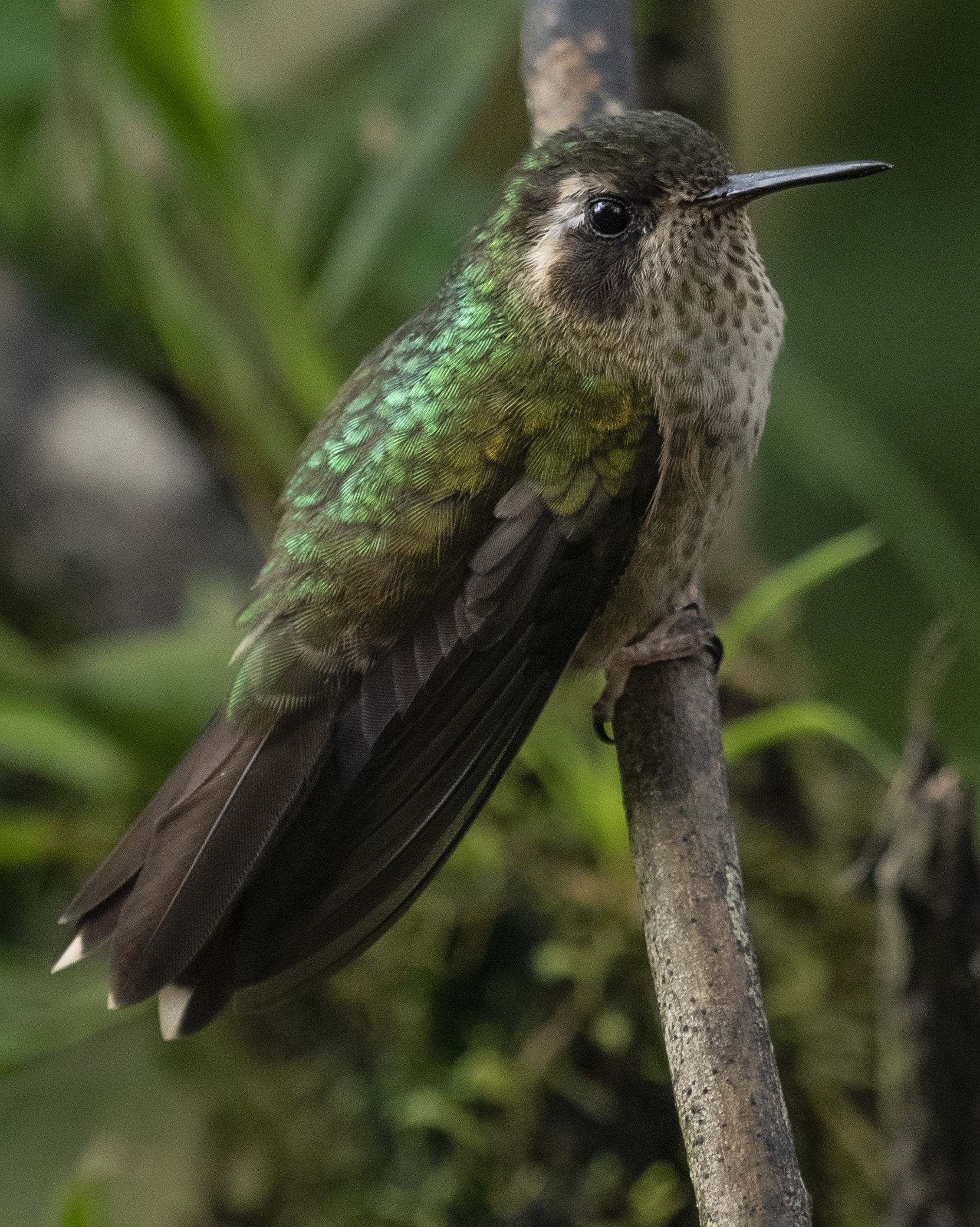
Espécime na Reserva Biológica Bellavista Cloud Forest, Tandayapa, no Equador

De modo geral, os Espécimes representantes deste gênero são aves de tamanho médio, possuindo entre 8 a 8,4 centímetros de comprimento, incluindo o bico, que mede 1,3 centímetros. Estas aves apresentam monomorfismo, ou seja, tornando machos e fêmeas indistinguíveis e, subsequentemente, não mostrando dimorfismo sexual. Embora não apresentem a cauda bifurcada, presente em parte significativa das tribos Lesbiini e Heliantheini, apresentam uma plumagem da cauda volumosa, semelhante aos helianjos. Estes beija-flores apresentam plumagem majoritariamente esverdeada à amarronzada. A cabeça tem plumagem verde-brilhante, com manchas em sépia, distribuídas por todo seu corpo. Possuem uma mancha marrom abaixo de ambos os olhos, que são delimitadas por uma faixa esbranquiçada, conectada ao abdômen. A região inferior do abdômen é colorida por um branco sujo, com um tom Bronzeado. A garganta é branca e apresenta manchas esverdeadas e amarronzadas, quase imperceptíveis. Sua cauda é marrom-escura e tem pontas em branco.

## Sistemática e taxonomia
Esta espécie foi descrita primeiramente em 1840, por Louis Fraser, colecionador e naturalista britânico, ao que o nome gênero foi descrito alguns anos depois, dessa vez pelo ornitólogo francês Charles Lucien Laurent Bonaparte. A descrição original da espécie foi possível através de um espécime coletado pelo próprio Fraser, um colecionador de aves, Santa Fé de Bogotá, então capital da então República de Nova Granada, atualmente localizada na Colômbia, se encontrando a cerca 2000 metros acima do nível do mar. Em 1854, alguns anos após a descrição da espécie, Charles Bonaparte, francês, a partir de uma espécie conhecido por Trochilus sabine (Bourcier & Mulsant, 1846), descreveu o gênero.
Embora o beija-flor-mosqueado seja a única espécie de seu gênero, evidências sugerem que populações em ambos os lados da Cordilheira dos Andes são geneticamente distintas, especialmente devido à sua ampla distribuição geográfica e ecológica. Suas relações com outros beija-flores são incertas e ainda carecem de mais estudos.   
Através da coloração da plumagem e a biogeografia, oito subespécies foram descritas e conhecidas. Um estudo recente deste gênero, baseado em dados moleculares, morfológicos e ecológicos, recuperou seis Clados monofiléticos que apresentam limites de distribuição em barreiras geográficas bem definidas, não correspondendo aos limites de subespécies atualmente reconhecidos. A divergência de sequência variou entre 5,8% e 8,2% entre filogrupos separados por distâncias >4000 km e <50 km respectivamente, o que dá suporte à ideia de que o isolamento geográfico pode ser influente em escalas muito diferentes. Os traços morfológicos estão majoritariamente relacionados à heterogeneidade ambiental do que às barreiras geográficas e ao isolamento.

### Subespécies[11]
- Adelomyia melanogenys cervina (Gould, 1872) – pode ser encontrada na Colômbia ocidental e central
- Adelomyia melanogenys connectens (Meyer de Schauensee, 1945) – pode ser encontrada no sul da Colômbia.
- Adelomyia melanogenys melanogenys (Fraser, 1840)  – raça nominal, pode ser encontrada no leste da Colômbia e oeste da Venezuela até o centro-sul do Peru
- Adelomyia melanogenys debellardiana (Aveledo & Perez, 1994)  – pode ser encontrada na Sierra de Perijá, nas montanhas do oeste da Venezuela.
- Adelomyia melanogenys aeneosticta (Simon, 1889)  – pode ser encontrada no centro e norte da Venezuela.
- Adelomyia melanogenys maculata (Gould, 1861)  – pode ser encontrada no Equador e norte do Peru.
- Adelomyia melanogenys chlorospila (Gould, 1872) – pode ser encontrada no sudeste do Peru.
- Adelomyia melanogenys inornata (Gould, 1846)  – pode ser encontrada na Bolívia e noroeste da Argentina.

## Distribuição e habitat
Habita florestas nubladas Montanhas neotropicais em altitudes de 1.000 a 2.500 metros acima do nível do mar, confinada aos Andes da Argentina, Bolívia, Peru, Equador, Colômbia e Venezuela; bem como para algumas florestas montanhosas isoladas no oeste do Equador e Venezuela. No Equador, abrange as encostas leste e oeste dos Andes e ocupa uma ampla faixa altitudinal de florestas subtropicais (1400 m) a florestas nubladas (3000 m). Além disso, uma população isolada habita a cordilheira de Chongón Colonche na floresta montanhosa costeira perene (600 m) localizada em cerca de 130 km dos Andes.

## Comportamento
O beija-flor-mosqueado é uma espécie solitária. Eles não vivem nem migram em bandos e não há vínculo de pares para esta espécie, tornando-os uma espécie principalmente sedentária. No entanto, os indivíduos podem se dispersar para altitudes mais baixas à medida que os períodos de reprodução terminam.

### Reprodução
Os machos não participam de nenhuma parte da construção do ninho ou da ninhada dos Filhotes, e se desvinculam das parceiras após a cópula. Entretanto, tanto machos ou fêmeas podem ser promíscuos, tendo vários parceiros.
As fêmeas incubam e alimentam seus filhotes. Uma embreagem consiste em dois Ovos brancos; as medidas consistem em 12,4 mm × 8,7 mm e 12,6 mm × 8,6 mm. O período de incubação dura aproximadamente 17–20 dias. A espécie choca por períodos mais curtos do que a maioria dos beija-flores durante a incubação. Essas aves costumam viajar vários quilômetros para evitar a competição, tornando as visitas ao ninho menos frequentes. Após a eclosão, o adulto continua a chocar os filhotes por 7 a 8 dias. Após a ninhada e até que os filhotes tenham saído, o adulto não entrará mais no ninho e se empoleirará nas proximidades, potencialmente observando predadores. Esse comportamento é curioso, pois empoleirar-se do lado de fora de um ninho pode alertar os predadores sobre sua localização. Os ninhos podem ser encontrados durante todo o ano e consistem em uma taça volumosa formada de musgo e teia de aranha, forrada com fibra vegetal. A construção de ninhos tem sido observada em troncos cobertos de musgo ou em cristas rochosas, na entrada de Cavernas, a uma altura de 1 a 3 m.

### Dieta e alimentação
A espécie não se reúne com outras para se alimentar, mesmo em árvores floridas. Esses beija-flores se alimentam do néctar das flores, muitas vezes perto do solo, de flores de tubos curtos ou buracos na base de flores de tubos longos. Como outras espécies de beija-flores, é provável que o beija-flor-mosqueado também se alimente de insetos, para obter nutrientes adicionais. Esta espécie também se alimenta de pequenos insetos que são capturados no ninho.